# EverydayOneCat
EverydayOneCat （别名：沙雕猫）是从2017年开始流行的迷因，作者是Motions_cat，初次发表于Mastodon，后因可爱与魔性迅速走红于网络。作者本人也常在Twitter与网站Motions.cat上持续更新。

## 简介

### 名称由来
作者本人受到Twitter上的另一位博主EverydayOneMotion每日上传一副作品的行为启发，所以也就半开玩笑的将”motion”改成”cat”，EverydayOneCat的名称就这样确定下来了，后作者把这个系列发到了社交媒体上。最开始发布在Mastodon，后来随着作品数量增加，就设立了现在的Twitter账号。

## 作品设定及特色

### 背景設定
故事开始的地方是CatWrold（是一个由作者Motions_cat虚构的世界）

CatWorld存在于彩虹尽头，是离开了我们这个世界的猫咪们所生活的地方，类似天国（天堂）。猫咪们在去世之后会抵达CatWorld，在这里可以尽情完成生前想做却没办法做的事，比如变成蜗牛，变成狗狗，变成一切；变出一些和得到一切生前无法完成的事物。在这个世界里，猫咪的变换是随心所欲的。